# B-47 Stratojet

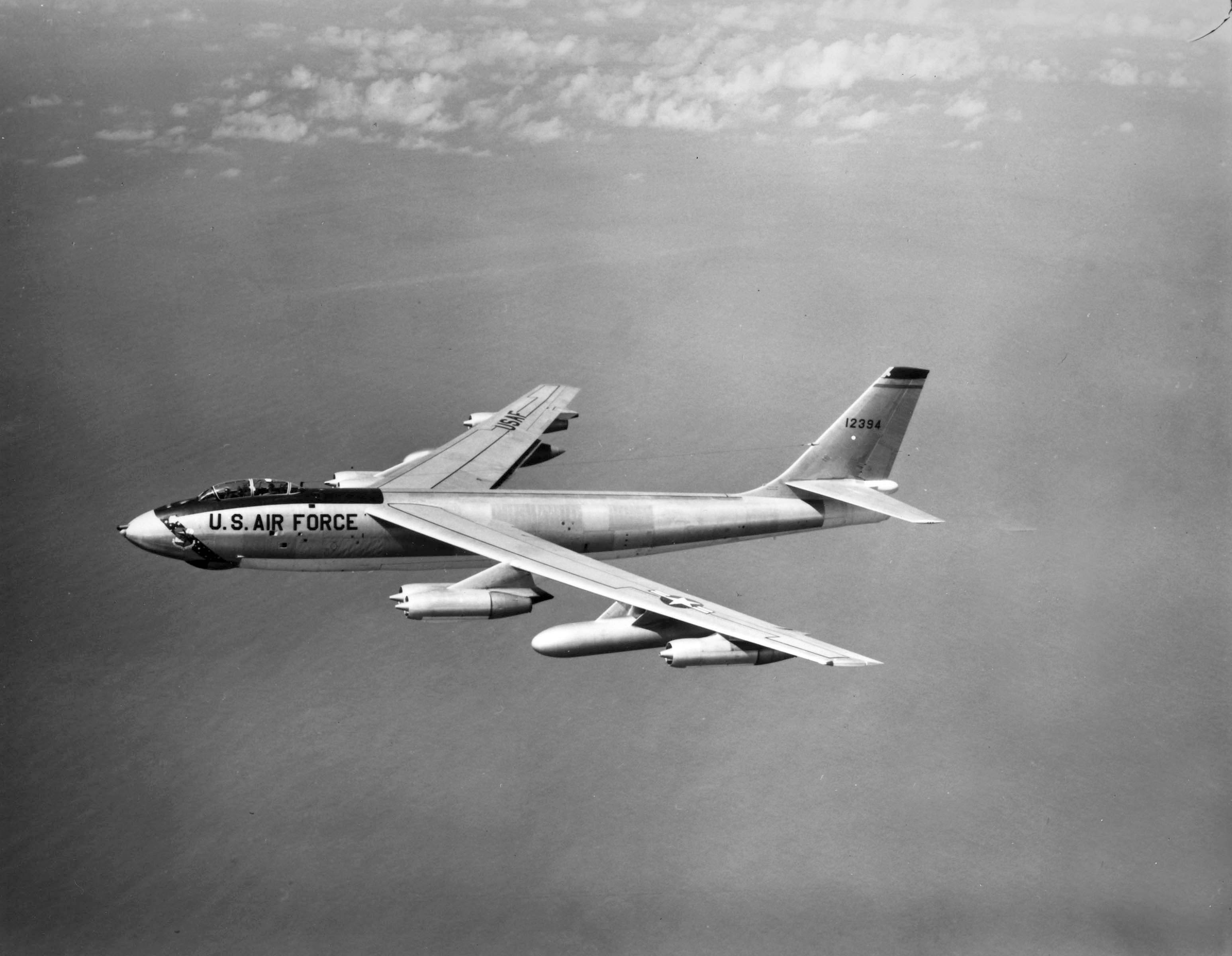
B-47 Stratojet

Boeing B-47 Stratojet a fost un bombardier strategic cu rază de acțiune și dimensiune medie, capabil de a zbura la viteze subsonice ridicate, proiectat pentru a putea penetra spațiul aerian sovietic. 